# كرسي الشاطئ
كرسي الشاطئ (بالأَلمانِيَّة: 𝐒𝐭𝐫𝐚𝐧𝐝𝐤𝐨𝐫𝐛) هُو نوَّعَ مِن الأثاث المُخصَّص لِلجُلوسِ والاِستِرخَاءِ عَلى الشَّاطِئِ. يتكوَّنُ كُرسِيّ الشاطئ مِن قطعتَينِ أَساسِيَّتينِ؛ مِظَلّة نِصفِ دائِرِيَّة مُبطِنة مِن الدَّاخِل بمادَّة تُكوِّن فِي العادَةِ مِن قُمَاشٌ مَنسُوج مانَع لِتَسرب المَاء؛ وتحمِي مِن الرِّياح والشَّمسِ والمَطَرِ والرَّملِ، وَتمنح بعضٍ مِن الخُصُوصِيَّة، بِالإضَافة إِلى مَقعد خَشبِيّ مُرِيح لِلجُلُوسِ يَتسعُ لِشخصينِ فِي أَلَغَّب الأَحيان، مع مُسند مُرِيح لِراحةِ الأَقدَامِ قَابِل لِلطَّيِّ.

## اُنظُر أيضاً
- الصَّدِيق الحمِيم.

## صُوّر

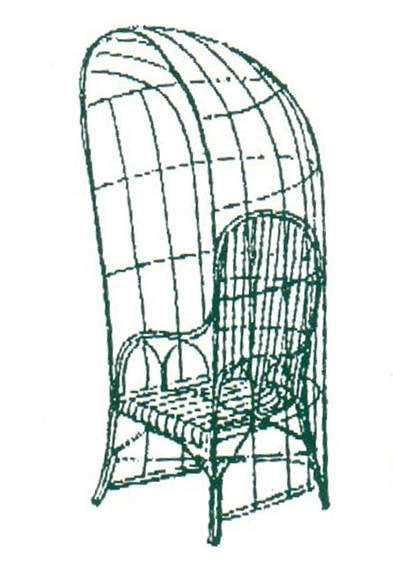
رَسمة إرنست فريز عَام 1871.
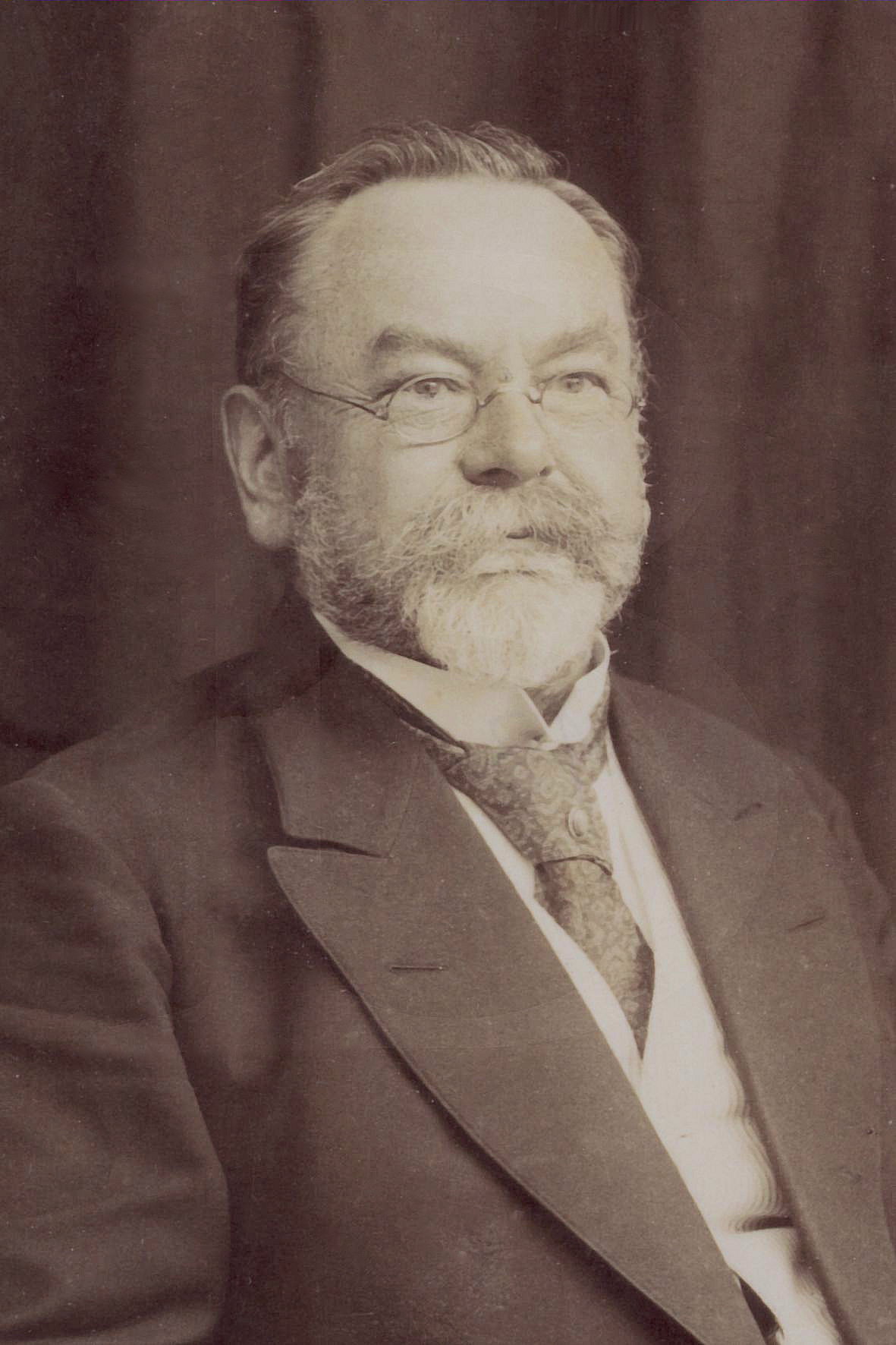
فلهلم بَرتلِمَن (1845-1930) مُصمّم وصانِع كرسي الشاطئ الحدِيث.
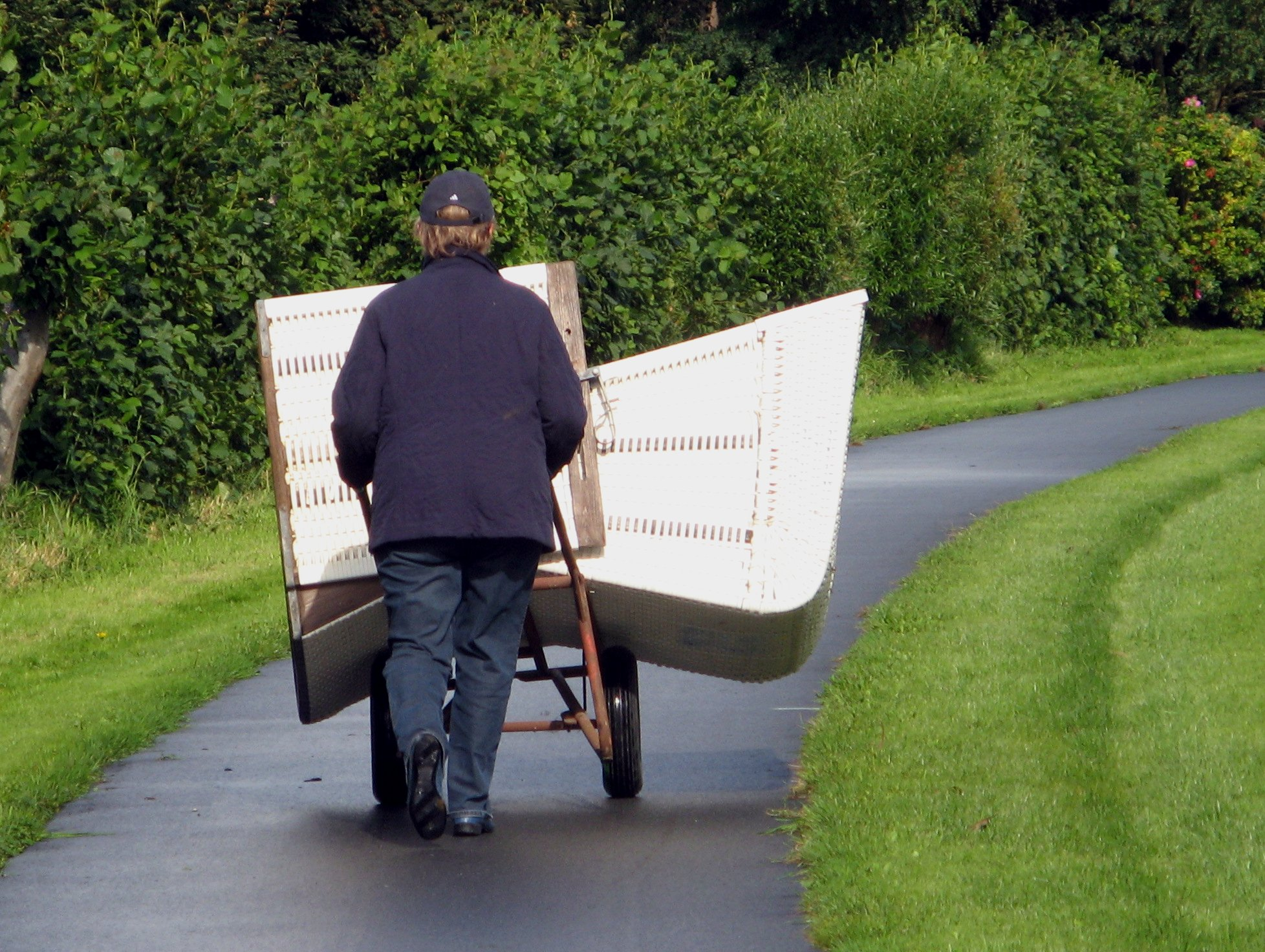
كرسش شاطئ فِي طَرِيقَة لِمالِكة الجَديد.
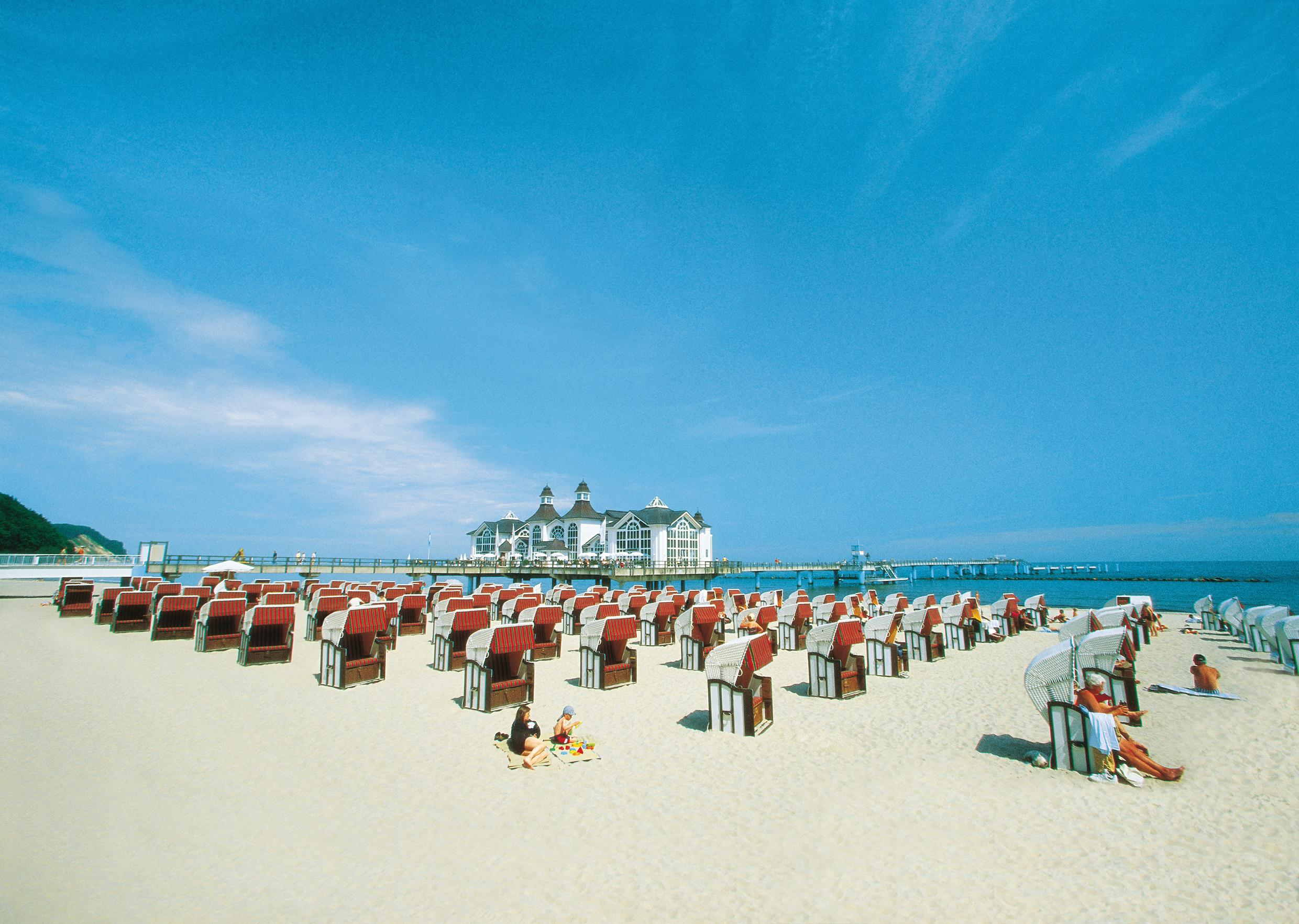
مجمُوعَة مِن كراسي الشاطئ على إحدى اَلشَّواطِئ فِي ولَاَية مكلنبُرغ فُربُمرن.

## مَراجع
1. ↑  جوتس شراجله (1977)، قاموس ألماني - عربي (بالعربية والألمانية)، بيروت، لندن: مكتبة لبنان ناشرون، مكدونلد وإيفنس المحدودة، ص. 1157، OCLC:786467341، QID:Q107014598
2. ↑  "معلومات عن شتراندكورب على موقع d-nb.info". d-nb.info. مؤرشف من الأصل في 2019-12-09.
3. ↑  "معلومات عن شتراندكورب على موقع vocab.getty.edu". vocab.getty.edu. مؤرشف من الأصل في 2020-04-15.
4. ↑  "معلومات عن شتراندكورب على موقع klexikon.zum.de". klexikon.zum.de. مؤرشف من الأصل في 2019-12-09.